# Philippe d'Ibelin (mort en 1227)
Pour les articles homonymes, voir Philippe d'Ibelin.
Philippe d'Ibelin, second fils de Balian d'Ibelin, seigneur d'Ibelin et de Naplouse, et de Marie Comnène, veuve du roi Amaury Ier de Jérusalem.
Le roi Hugues Ier de Chypre mourut en 1218, laissant un héritier, Henri Ier, âgé de neuf mois. La régence fut confiée à la reine mère Alix de Champagne, mais celle-ci n'avait pas le goût du pouvoir et nomma Philippe Ibelin régent. Il resta régent dix ans, jusqu'à sa mort en 1228.
Il avait épousé en premières noces Marie, fille de Vahram de Korokos, maréchal d'Arménie, puis (1208) Alix de Montbéliard-Montfaucon, fille d'Amédée II de Montfaucon, et eut, de ce second mariage :
- Jean d'Ibelin (mort en 1266), comte de Jaffa et d'Ascalon, bailli de Jérusalem